# Звуковая инсталляция
Звуковая инсталляция (англ. sound installation) — форма современного искусства (звукового искусства), основанная на синтезе различных художественных средств, как классических, так и современных. Определяющим факторам в её функционировании являются наличие звуковой составляющей. Её можно трактовать как звуковое (а, следовательно, и временное) расширение обычной инсталляции.
Звуковая инсталляция обычно создается под определенную площадку, но иногда может быть адаптирована и к другим местам. Она может находиться как в закрытых, так и на открытых пространствах, при этом контекст играет решающую роль в том, как зритель будет воспринимать инсталляцию.
Музыкальные инструменты также могут быть звуковой инсталляцией, при этом инсталляция должна представлять собой «резонирующий инструмент больших размеров, созданный на основе ранее существовавшего пространства».

## Структура
Произведение искусства является инсталляцией только в том случае, если оно взаимодействует с окружающей средой и публикой, поэтому в звуковых инсталляциях используются как интерактивные технологии, например, компьютеры, сенсоры, механические и кинетические устройства, так и источники звука, расположенные в разных частях площадки (громкоговорители).
Также звуковые инсталляции могут состоять из частей музыкальных инструментов, например, струн для пианино, на которых зрители могут играть.
В инсталляциях подобного рода звук является неотъемлемым и определяющим компонентом. Он может быть использован следующим образом:
1. Простейшая форма звука, используемая в инсталляциях, — это зацикленная аудиозапись.
2. Наиболее часто используемая форма звука — это «открытая форма» случайной музыки. Зрители получают возможность экспериментировать со звуком в инсталляции на протяжении нескольких минут или большего периода времени. Это обстоятельство обязывает создателя произведения искусства организовать звуковое сопровождение таким образом, чтобы оно эффективно воздействовало на слушателей все то время, что они находятся у инсталляции.
3. Также используются и музыкальные композиции с традиционной структурой звука.

Мексиканский композитор и саунд-арт — художник Мануэль Роча Итурбиде приводит следующую классификацию связей между звуком и инсталляцией:
1. Тесная связь: произведение искусства само производит звук.
2. Отдаленная связь: звук не связан непосредственно с самой инсталляцией.
3. Взаимосвязь: инсталляция производит звук, который затем трансформируется художником[2].

## История
Появление звуковых инсталляций связано с развитием саунд-арта. Хотя первые звуковые инсталляции появились ещё в начале XX века, сам термин вошёл в обиход только в 60-х годах. Первой значительной звуковой инсталляцией, по мнению Алана Лихта, является совместный проект Эдгара Вареза и Яниса Ксенакиса на Всемирной выставке ЭКСПО-58 в Брюсселе. 2 мая 1958 года на открытии павильона «Филипс», спроектированном Ле Корбюзье и Ксенакисом, впервые прозвучали «Электронная поэма» (Poème électronique) Вареза и «Concret PH» Ксенакиса. Источниками звука служили 450 громкоговорителей, распределенных по внутренней поверхности сооружения, также присутствовал и визуальный ряд — демонстрация слайдов и фильмов.
В 1962 г. американский композитор Ла Монте Янг начинает строительство «Дома мечты», трансформируя своё жизненное пространство в тотальную музыкальную инсталляцию. Он обустроил собственный дом так, что музыка звучала в нем 24 часа в сутки — иногда это длилось месяцами. Янг попытался смешать безграничность времени с бесконечным звучанием, пропагандируя концепцию «вечной музыки», которая не должна иметь ни начала, ни конца.
В 1968 г. американский художник Брюс Науман создал инсталляцию «Get Out of My Mind, Get Out of This Room». Художник записал себя, повторяющим название работы («Убирайся из моего разума, убирайся из этой комнаты»), аудиозапись транслировалась в пустой комнате. Произведение одновременно привлекает и отталкивает публику, смущая противоречивостью ситуации: зрители попадают в выставочное пространство, которое им тут же предлагают покинуть. Такого рода информационный конфликт можно найти во многих работах художника.
В 1967-68 гг. Макс Нойхаус создает звуковую инсталляцию «Drive-in Music». В этой работе передатчики, установленные на обочине скоростного шоссе, транслировали на определенных частотах семь звуковых фрагментов. Каждый проезжающий по трассе, в зависимости от скорости его автомобиля и настройки приемника, получал различный слуховой опыт, таким образом «досоздавая» произведение.
Еще один показательный проект — «Электрические прогулки» немецкой художницы Кристины Кубиш, над которым она работала с 2004 по 2013 гг. Его суть заключалась в том, что участники получали наушники, чувствительные к электромагнитным колебаниям, благодаря которым можно слышать наземные и подземные электромагнитные поля, гуляли по специальному маршруту в городской среде и вслушивались в звуки города. Маршрут предварительно разрабатывался художницей.

## Звуковые инсталляции в России
Этот формат современного искусства с каждым годом набирает популярность. Звуковые инсталляции все чаще используются на выставках в музеях как современного, так и классического искусства. Например, музей «Гараж» неоднократно организовывал мероприятия, для которых создавались специальные инсталляции, — выставку «Потрогай музыку», концерты-перформансы «Музыка вне стен» и «Свободное время», тематический «Арт-эксперимент», посвященный творчеству Джона Кейджа, культового композитора XX век. Мультимедиа Арт Музей и центр современного искусства МАРС также регулярно проводят мероприятия, в которых задействованы звуковые инсталляции.
К создателям наиболее известных звуковых инсталляций относится творческое объединение TUNDRA, представляющее собой команду видеохудожников, музыкантов, звукоинженеров и программистов. Они исследуют сочетание звуковых и визуальных образов и их влияние на эмоциональное состояние человека. В число их проектов входят аудиовизуальная инсталляция «Пустота», «Hyperjump», «Powwow», «Black Noise».
Медиахудожник Дмитрий Морозов, создатель проекта ::vtol::, воплощает свои идеи через технологические жанры в искусстве: робототехнику, звуковые и видеоинсталляции, science art. В конце 2014 года Морозов получил одну из самых значимых наград в области медиаискусства Prix Cube 2014 Award.
Команда студии интерактивного дизайна «Hello Computer» работает со светом, проекциями, звуком и материальными объектами, соединяя визуальное искусство и высокие технологии.
Самарский художник Евгений Чертоплясов своим проектом ЕPharmaconcert доказывает зрителям, что визуальная составляющая может уступать главенствующую роль музыкальной части.